# Robert Clements, 1. Earl of Leitrim

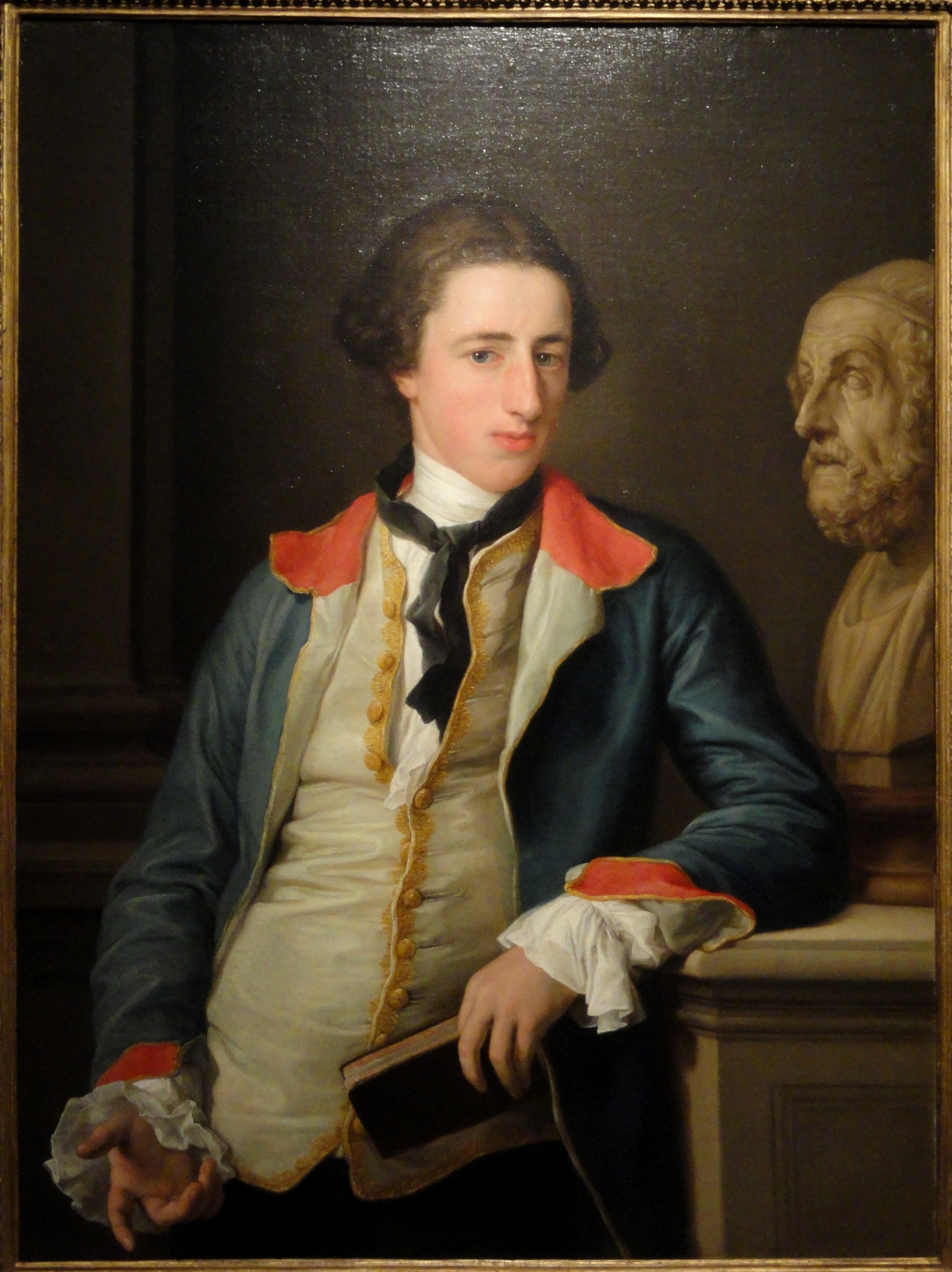
Robert Clements, um 1754

Robert Clements, 1. Earl of Leitrim (* 25. November 1732; † 27. Juli 1804) war ein irisch-britischer Adliger und Politiker.
Er war der ältere Sohn des irischen Politikers Rt. Hon. Nathaniel Clements († 1777) aus dessen Ehe mit Hannah Gore.
Von 1758 bis 1804 hatte er im Hafen von Dublin das Amt des Controller of the Great and Small Customs inne. 1759 war er High Sheriff des County Leitrim. Von 1772 bis 1773 war er Commissioner of the Irish Revenue. Er war von 1765 bis 1768 und von 1776 bis 1785 als Abgeordneter für das County Donegal und von 1768 bis 1776 für Carrick Abgeordneter im irische House of Commons. 1777 war er Gouverneur des County Leitrim. Von 1777 bis 1804 hatte er das Amt des Custos Rotulorum des County Donegal inne und war von 1777 bis 1787 auch Ranger des Phoenix Park in Dublin. 1781 war er Gouverneur des County Donegal.
Am 11. Oktober 1783 wurde er in der Peerage of Ireland zum Baron Leitrim, of Manor Hamilton in the County of Leitrim, erhoben und wurde dadurch Mitglied des irischen House of Lords. Am 20. Dezember 1793 wurde er zudem zum Viscount Leitrim und am 6. Oktober 1795 zum Earl of Leitrim erhoben. Anlässlich der Auflösung des irischen Parlaments durch den Act of Union 1800 wurde er als Representative Peer ins britische House of Lords gewählt. 1802 wurde er ins Privy Councillor für Irland aufgenommen.
1765 heiratete er Lady Elizabeth Skeffington (1738–1817), Tochter des Clotworthy Skeffington, 1. Earl of Massereene. Mit ihr hatte er fünf Kinder:
- Nathaniel Clements, 2. Earl of Leitrim (1768–1854);
- Lt.-Col. Robert Clotworthy Clements (nach 1769–1828);
- Lady Caroline Elizabeth Letitia Clements (um 1781–1805) ⚭ 1802 John Townshend, 2. Viscount Sydney;
- Lady Elizabeth Clements († 1859);
- Lady Louisa Clements († 1836).

Als er 1804 starb, beerbte ihn sein ältester Sohn Nathaniel als 2. Earl. Er wurde in der St. Michan’s Church in Dublin bestattet.